# Bliggspitze
La Bliggspitze est une montagne qui s’élève à 3 453 m d’altitude dans les Alpes de l'Ötztal, en Autriche.